# Giải Quả cầu vàng cho ca khúc trong phim hay nhất
Giải Quả cầu vàng cho ca khúc trong phim hay nhất là một trong các giải Quả cầu vàng được Hiệp hội báo chí nước ngoài ở Hollywood trao hàng năm cho ca khúc trong phim được bầu là hay nhất. Giải này được bắt đầu từ năm 1961 và được trao liên tục hàng năm từ năm 1964.
Dưới đây là danh sách các ca khúc đoạt giải và các ca khúc được đề cử từng năm:

## Thập niên 1960
1961: "Town Without Pity", Lời: Ned Washington, Nhạc: Dimitri Tiomkin, phim Town Without Pity
1964: "Circus World", Lời: Ned Washington, Nhạc: Dimitri Tiomkin, phim Circus World
1965: "Forget Domani" – The Yellow Rolls-Royce
- "Ballad of Cat Ballou" – Cat Ballou
- "The Great Race" – The Sweetheart Tree
- "The Shadow of Your Smile" – The Sandpiper
- "That Funny Feeling" – That Funny Feeling

1966: "Strangers in the Night" – A Man Could Get Killed
- "Alfie" – Alfie
- "Born Free" – Born Free
- "Georgy Girl" – Georgy Girl
- "A Man and a Woman" – A Man and a Woman (Un homme et une femme)

1967: "If Ever I Should Leave You" – Camelot
- "Talk to the Animals" – Doctor Dolittle
- "Circles in the Water (Des ronds dans l'eau)" – Live for Life (Vivre pour vivre)
- "Please Don't Gamble with Love" – Ski Fever
- "Thoroughly Modern Millie" – Thoroughly Modern Millie

1968: "The Windmills of Your Mind" – The Thomas Crown Affair
- "Buona Sera, Mrs. Campbell" – Buona Sera, Mrs. Campbell
- "Chitty Chitty Bang Bang" – Chitty Chitty Bang Bang
- "Funny Girl (bài hát)" – Funny Girl
- "Star" – Star!

1969: "Jean" – The Prime of Miss Jean Brodie
- "Raindrops Keep Falling on My Head" – Butch Cassidy and the Sundance Kid
- "The Time for Love Is Any Time" – Cactus Flower
- "Goodbye, Columbus" – Goodbye, Columbus
- "What Are You Doing the Rest of Your Life" – The Happy Ending
- "Stay" – The Secret of Santa Vittoria
- "True Grit" – True Grit

## Thập niên 1970
1970: "Whistling Away the Dark" – Darling Lili
- "Ballad of Little Fauss and Big Halsey" – Little Fauss and Big Halsy
- "Till Love Touches Your Life" – Madron
- "Pieces of Dreams" – Pieces of Dreams
- "Thank You Very Much" – Scrooge

1971: "Life Is What You Make It" – Kotch
- "Rain Falls Anywhere It Wants To" – The African Elephant
- "Something More" – Honky
- "Long Ago Tomorrow" – The Raging Moon
- "Theme from Shaft" của Isaac Hayes – Shaft

1972: "Ben" của Michael Jackson – Ben
- "Carry Me" – Butterflies Are Free
- "Mein Herr" của Liza Minnelli – Cabaret
- "Money, Money" của Joel Grey & Liza Minnelli – Cabaret
- "Dueling Banjos" – Deliverance
- "Marmalade, Molasses and Honey" – The Life and Times of Judge Roy Bean
- "Take Me Home" – Molly and Lawless John
- "The Morning After" của Maureen McGovern – The Poseidon Adventure

1973: "The Way We Were" của Barbra Streisand – The Way We Were
- "Breezy's Song" – Breezy
- "Lonely Looking Sky" – Jonathan Livingston Seagull
- "Rosa Rosa" – Kazablan
- "Send a Little Love My Way" – Oklahoma Crude
- "All That Love Went to Waste" – A Touch of Class

1974: "I Feel Love" của Donna Summer – Benji
- "On and On" – Claudine
- "Sail the Summer Winds" – The Dove
- "I Never Met a Rose" – The Little Prince
- "We May Never Love Like This Again" của Maureen McGovern – The Towering Inferno

1975: "I'm Easy" của Keith Carradine – Nashville
- "How Lucky Can You Get" – Funny Lady
- "My Little Friend" – Paper Tiger
- "Now That We're in Love" – Whiffs
- "Richard's Window" – The Other Side of the Mountain

1976: "Evergreen" của Barbara Streisand – A Star Is Born
- "Bugsy Malond" – Bugsy Malone
- "Car Wash" của Rose Royce – Car Wash
- "I'd Like to Be You for a Day" – Freaky Friday
- "Hello and Goodbye" – From Noon Till Three
- "So Sad the Song" – Pipe Dreams

1977: "You Light Up My Life" của Joseph Brooks – You Light Up My Life
- "Down Deep Inside" – The Deep
- "New York, New York" – New York, New York
- "How Deep Is Your Love" của The Bee Gees – Saturday Night Fever
- "Nobody Does It Better" – The Spy Who Loved Me

1978: "Last Dance" của Donna Summer – Thank God It's Friday
- "Ready to Take a Chance Again" của Barry Manilow – Foul Play
- "Grease" của Frankie Valli – Grease
- "You're the One That I Want" của Olivia Newton-John và John Travolta – Grease
- "The Last Time I Felt Like This" – Same Time, Next Year

1979: "The Rose" của Bette Midler – The Rose
- "Through the Eyes of Love" – Ice Castles
- "The Main Event" – The Main Event
- "Rainbow Connection" – The Muppet Movie
- "Better Than Ever" – Starting Over

## Thập niên 1980
1980: "Fame" của Irene Cara – Fame
- "Call Me" của Blondie – American Gigolo
- "Yesterday's Dreams" – Falling in Love Again
- "Love on the Rocks" của Neil Diamond – The Jazz Singer
- "9 to 5" của Dolly Parton – Nine to Five

1981: "Arthur's Theme (Best That You Can Do)" của Christopher Cross – Arthur
- "It's Wrong For Me To Love You" – Butterfly
- "Endless Love" của Lionel Richie & Diana Ross – Endless Love
- "For Your Eyes Only" của Sheena Easton – For Your Eyes Only
- "One More Hour" – Ragtime

1982: "Up Where We Belong" của Joe Cocker & Jennifer Warnes – An Officer and a Gentleman
- "Cat People (Putting Out Fire)" của David Bowie – Cat People
- "Making Love" – Making Love
- "Eye of the Tiger" của Survivor (ban nhạc) – Rocky III
- "If We Were In Love" – Yes, Giorgio

1983: "Flashdance... What a Feeling" của Irene Cara – Flashdance
- "Maniac" của Michael Sembello – Flashdance
- "Far from Over" – Staying Alive
- "Over You" – Tender Mercies
- "The Way He Makes Me Feel" của Barbra Streisand – Yentl

1984: "I Just Called to Say I Love You" của Stevie Wonder – The Woman in Red
- "Against All Odds (Take a Look at Me Now)" của Phil Collins – Against All Odds
- "Footloose" của Kenny Loggins – Footloose
- "Ghostbusters" của Ray Parker, Jr. – Ghostbusters
- "No More Lonely Nights" của Paul McCartney – Give My Regards to Broad Street
- "When Doves Cry" của Prince – Purple Rain

1985: "Say You, Say Me" của Lionel Richie – White Nights
- "The Power of Love" của Huey Lewis and the News – Back to the Future
- "Rhythm of the Night" của DeBarge – The Last Dragon
- "We Don't Need Another Hero" của Tina Turner – Mad Max Beyond Thunderdome
- "A View to a Kill" của Duran Duran – A View to a Kill

1986: "Take My Breath Away" của Berlin – Top Gun
- "Somewhere Out There" của James Ingram & Linda Ronstadt – An American Tail
- "Glory of Love" của Peter Cetera – The Karate Kid: Part II
- "Sweet Freedom" – Running Scared
- "Life in a Looking Glass" của Tony Bennett – That's Life!
- "They Don't Make Them Like They Used to" của Kenny Rogers – Tough Guys

1987: "(I've Had) The Time of My Life" của Bill Medley & Jennifer Warnes – Dirty Dancing
- "Shakedown" của Bob Seger – Beverly Hills Cop II
- "Nothing's Gonna Stop Us Now" của Starship – Mannequin
- "The Secret of My Success" của Night Ranger – The Secret of My Succe$s
- "Who's That Girl" của Madonna – Who's That Girl

1988: "Two Hearts" của Phil Collins – Buster 

1988: "Let the River Run" của Carly Simon – Working Girl
- "When a Woman Loves a Man" – Bull Durham
- "Kokomo" của The Beach Boys – Cocktail
- "Why Should I Worry?" – Oliver & Company
- "Twins" – Twins

1989: "Under the Sea" của Samuel E. Wright – The Little Mermaid
- "After All" của Cher & Peter Cetera – Chances Are
- "Kiss the Girl" của Samuel E. Wright – The Little Mermaid
- "I Love to See You Smile" – Parenthood
- "The Girl Who Used to Be Me" – Shirley Valentine

## Thập niên 1990
1990: "Blaze of Glory" của Jon Bon Jovi – Young Guns II
- "Sooner or Later" của Madonna – Dick Tracy †
- "What Can You Lose?" của Madonna & Mandy Patinkin – Dick Tracy
- "Promise Me You'll Remember" của Harry Connick, Jr. – The Godfather: Part III
- "I'm Checkin' Out" của Meryl Streep & Blue Rodeo – Postcards from the Edge

1991: "Beauty and the Beast" của Peabo Bryson & Céline Dion – Beauty and the Beast †
- "Dreams to Dream" – An American Tail: Fievel Goes West
- "Be Our Guest" của Angela Lansbury & Jerry Orbach – Beauty and the Beast
- "Everything I Do, I Do It for You" – Robin Hood: Prince of Thieves
- "Tears in Heaven" của Eric Clapton – Rush

1992: "A Whole New World" của Peabo Bryson & Regina Belle - Aladdin †
- "Friend Like Me" của Robin Williams - Aladdin
- "Prince Ali" của Robin Williams - Aladdin
- "This Used to Be My Playground" của Madonna – A League of Their Own
- "Beautiful Maria of My Soul" – The Mambo Kings

1993: "Streets of Philadelphia" của Bruce Springsteen – Philadelphia †
- "The Day I Fall in Love" – Beethoven's 2nd
- "Stay (Faraway, So Close!)" của U2 – Faraway, So Close (In weiter Ferne, so nah!)
- "Thief of Your Heart" – In the Name of the Father
- "Again" – Poetic Justice

1994: "Can You Feel the Love Tonight" của Elton John – The Lion King †
- "The Color of the Night" – Color of Night
- "Look What Love Has Done" biểu diễn bởi Patty Smyth – Junior
- "Circle of Life" biểu diễn bởi Elton John –The Lion King
- "Far Longer than Forever" biểu diễn bởi Regina Belle & Jeffrey Osborne – The Swan Princess
- "I'll Remember" của Madonna – With Honors

1995: "Colors of the Wind" của Vanessa Williams – Pocahontas †
- "Hold Me, Thrill Me, Kiss Me, Kill Me" của U2 – Batman Forever
- "Have You Ever Really Loved a Woman?" của Bryan Adams – Don Juan DeMarco
- "Moonlight" – Sabrina
- "You've Got a Friend in Me" – Toy Story

1996: "You Must Love Me" của Madonna – Evita †
- "I've Finally Found Someone" của Bryan Adams & Barbra Streisand – The Mirror Has Two Faces
- "For the First Time" – One Fine Day
- "That Thing You Do!" của The Wonders – That Thing You Do!
- "Because You Loved Me" của Céline Dion – Up Close And Personal

1997: "My Heart Will Go On" của Céline Dion – Titanic †
- "Journey to the Past" của Aaliyah – Anastasia
- "Once Upon a December" của Deana Carter – Anastasia
- "Go the Distance" của Roger Bart – Hercules
- "Tomorrow Never Dies" của Sheryl Crow – Tomorrow Never Dies

1998: "The Prayer" của Céline Dion & Andrea Bocelli – Quest for Camelot
- "Uninvited" của Alanis Morissette – City of Angels
- "The Mighty" – The Mighty
- "Reflection" của Christina Aguilera – Mulan
- "When You Believe" của Mariah Carey & Whitney Houston – The Prince of Egypt †

1999: "You'll Be in My Heart" của Phil Collins – Tarzan †
- "Beautiful Stranger" của Madonna – Austin Powers: The Spy Who Shagged Me
- "How Can I Not Love You" của Joy Enriquez – Anna and the King
- "Save Me" của Rose Hudson – Magnolia
- "When She Loved Me" của Sarah McLachlan – Toy Story 2

## Thập niên 2000
2000: "Things Have Changed" của Bob Dylan – Wonder Boys †
- "I've Seen It All" của Björk – Dancer in the Dark
- "My Funny Friend and Me" của Sting – The Emperor's New Groove
- "When You Come Back to Me Again" của Garth Brooks – Frequency
- "One in a Million" của Bosson – Miss Congeniality

2001: "Until..." của Sting – Kate & Leopold
- "May It Be" của Enya – The Lord of the Rings: The Fellowship of the Ring
- "Come What May" của Nicole Kidman & Ewan McGregor – Moulin Rouge!
- "There You'll Be" của Faith Hill – Pearl Harbor
- "Vanilla Sky" của Paul McCartney – Vanilla Sky

2002: "The Hands That Built America" của U2 – Gangs of New York
- "Lose Yourself" của Eminem – 8 Mile †
- "Die Another Day" của Madonna – Die Another Day
- "Here I Am" của Bryan Adams – Spirit: Stallion of the Cimarron
- "Father and Daughter" của Paul Simon – The Wild Thornberrys Movie

2003: "Into the West" của Annie Lennox – The Lord of the Rings: The Return of the King †
- "Man of the Hour" của Pearl Jam – Big Fish
- "You Will Be My Own True Love" của Alison Krauss & Sting – Cold Mountain
- "Time Enough for Tears" của Andrea Corr – In America
- "The Heart of Every Girl" của Elton John – Mona Lisa Smile

2004: "Old Habits Die Hard" của Mick Jagger – Alfie
- "Million Voices" của Wyclef Jean – Hotel Rwanda
- "Learn to Be Lonely" của Minnie Driver – The Phantom of the Opera
- "Believe" của Josh Groban – The Polar Express
- "Accidentally in Love" của Counting Crows – Shrek 2

2005: "A Love That Will Never Grow Old" của Emmylou Harris – Brokeback Mountain
- "Christmas in Love" – Christmas in Love
- "Wunderkind" biểu diễn bởi Alanis Morrisette – The Chronicles of Narnia: The Lion, the Witch and the Wardrobe
- "There's Nothing Like a Show on Broadway" – The Producers
- "Travelin' Thru" biểu diễn bởi Dolly Parton – Transamerica

2006: "Song of the Heart" của Prince – Happy Feet
- "Never Gonna Break My Faith" của Bryan Adams – Bobby
- "Listen" của Beyoncé Knowles – Dreamgirls
- "Try Not to Remember" của Sheryl Crow – Home of the Brave
- "A Father's Way" của Seal – The Pursuit of Happyness

2007: "Guaranteed" của Eddie Vedder – Into the Wild
- "That's How You Know" của Amy Adams – Enchanted
- "Grace Is Gone" của Jamie Cullum – Grace Is Gone
- "Farewell (Despedida)" của Shakira – Love in the Time of Cholera
- "Walk Hard" của John C. Reilly – Walk Hard: The Dewey Cox Story

2008: "The Wrestler" của Bruce Springsteen – The Wrestler
- "I Thought I Lost You" của Miley Cyrus & John Travolta – Bolt
- "Once in a Lifetime" của Beyoncé Knowles – Cadillac Records
- "Gran Torino" của Jamie Cullum – Gran Torino
- "Down to Earth" của Peter Gabriel – WALL-E

2009: "The Weary Kind" của Ryan Bingham – Crazy Heart
- "Cinema Italiano" của Kate Hudson – Nine
- "I See You" của Leona Lewis – Avatar
- "(I Want To) Come Home" của Paul McCartney – Everybody's Fine
- "Winter" của U2 – Brothers

## Thập niên 2010
2010: "You Haven't Seen the Last of Me" của Cher - Burlesque
- "Bound to You" của Christina Aguilera - Burlesque
- "Coming Home" của Gwyneth Paltrow - Country Strong
- "I See the Light" của Mandy Moore & Zachary Levi - Tangled
- "There's a Place for Us" của Carrie Underwood - The Chronicles of Narnia: The Voyage of the Dawn Treader

2011: "Masterpiece" Nhạc & lời của Madonna, Julie Frost và Jimmy Harry, do Madonna hát - W.E.
- "Hello, Hello" của Elton John - Romeo and Juliet
- "The Keeper" của Chris Cornell - Machine Gun Preacher
- "Lay Your Head Down" của Sinéad O'Connor - Albert Nobbs
- "The Living Proof" của Mary J. Blige - The Help

2012: "Skyfall" Nhạc & lời của Adele và Paul Epworth, do Adele trình bày - Skyfall +
- "For You" của Keith Urban và Monty Powell - Act of Valor
- "Not Running Anymore" của Jon Bon Jovi - Stand Up Guys
- "Safe & Sound" của Taylor Swift và The Civil Wars - The Hunger Games
- "Suddenly" của Claude-Michel Schönberg, Alain Boublil và Herbert Kretzmer - Les Misérables ‡

2013: "Ordinary Love" Nhạc & lời của Bono, U2 và Danger Mouse, do U2 trình bày - Mandela: Long Walk to Freedom ‡
- "Atlas" của Coldplay, Guy Berryman Jonny Buckland, Will Champion và Chris Martin - The Hunger Games: Catching Fire
- "Let It Go" của Kristen Anderson-Lopez và Robert Lopez - Frozen +
- "Please Mr. Kennedy" của Ed Rush, George Cromarty, T Bone Burnett, Justin Timberlake, Joel Coen và Ethan Coen - Inside Llewyn Davis
- "Sweeter Than Fiction" của Taylor Swift và Jack Antonoff - One Chance

2014: * "Glory" của John Legend, Common - Selma
- "Big Eyes" Nhạc & lời của Lana Del Rey - Big Eyes
- "Mercy Is" Nhạc & lời của Patti Smith, Lenny Kaye - Noah
- "Opportunity" Nhạc & lời của Greg Kurstin, Sia, Will Gluck - Annie
- "Yellow Flicker Beat" Nhạc & lời của Lorde - The Hunger Games: Mockingjay – Part 1